# Saga Sturlunga
La Sturlunga Saga (sovint simplement Sturlunga o Història dels descendents de Sturla Þórðarson) és una col·lecció de sagues islandeses de diversos autors dels s. XII i XIII compilades cap a l'any 1300; relata sobretot la història dels Sturlungar, un poderós clan governant durant el període conegut com a Sturlungaöld de l'Estat Lliure d'Islàndia. Pertany a les denominades «sagues contemporànies» (samtíðarsögur) ja que els seus autors foren testimonis dels successos històrics que s'hi esmenten. N'hi ha dues versions: Króksfjardarbók (AM 122a fol. K), escrit entre 1360 i 1370, i Reykjarfjardarbók (AM 122b fol. R), tot i que cap conserva el text en format original i en el segon es fa ben palès que s'ha perdut molta informació.
La Sturlunga comença amb el tat de Geirmundur Heljarskinn Hjörsson, un viking de finals del s. IX a Noruega, que emigra cap a Islàndia escapant de la tirania del rei Harald I de Noruega. La secció històricament més plausible comença al 1117 amb Þorgils saga ok Hafliða.
Les sagues cobreixen un període del 1120 al 1264 i es consideren les fonts més importants per a l'estudi de l'economia i societat medieval islandesa.
La Íslendinga Saga (que cobreix els primers anys de l'Estat Lliure d'Islàndia, 930 - 1030), la Sturlu saga i Prestssaga Guðmundar Arasonar (que cobreixen el període 1183 - 1264), constitueixen quasi la meitat del compendi.
La Sturlunga Saga és la font històrica més fiable de la història d'Islàndia durant els s. XII i XIII i l'escrigueren persones involucrades i amb experiència en les lluites internes pel poder en una època que acaba amb la pèrdua de la sobirania nacional islandesa i posterior domini de la corona noruega al 1262. El nom Sturlunga saga per a tot l'aplec sorgeixi cap al s. XVII i de llavors ençà s'accepta perquè aquest clan familiar pràcticament dominava l'espectre polític de l'illa durant gran part d'aquest període.